# Chaetobranchus
Chaetobranchus és un gènere de peixos pertanyent a la família dels cíclids.

## Distribució geogràfica
Es troba a Sud-amèrica.

## Taxonomia
- Chaetobranchus flavescens (Heckel, 1840)[3]
- Chaetobranchus semifasciatus (Steindachner, 1875)[4][5][6][7][8][9][10]